# Алиев, Бахрам Гусейн оглы
Бахра́м Гусе́йн оглы́ Али́ев (азерб. Bəhram Hüseyn oğlu Əliyev; род. 2 сентября 1955, Масисский район) — азербайджанский и российский учёный, академик Российской академии наук, заслуженный ученый-мелиоратор, доктор технических наук, профессор, заместитель министра сельского хозяйства Республики Азербайджан (2005—2013); Директор Института экологии Министерства оборонной промышленности Республики Азербайджан, Национального аэрокосмического агентства Азербайджана (НАКА).

## Жизнь и деятельность
Бахрам Алиев родился 2 сентября 1955 года в Зангеланском районе Армянской ССР. В 1973 году начал свою трудовую и научную деятельность в филиале «ВОДГЕО» в Баку, занимая должность лаборанта. В 1979 году успешно закончил полный курс по специальности «инженер-гидротехник» на факультете гидромелиорации Азербайджанского института архитектуры и строительства.

## Награды
- В 2003 году удостоен звания «Инженер года».
- В 2004 году в рамках программы по продовольственной безопасности Организации Объединенных Наций (ООН) был реализован проект по продовольственной безопасности на основе меморандума между Министерством сельского хозяйства Республики Азербайджан и ООН, за что был награжден высшей медалью ООН.
- В 2005 году за руководство прямым внедрением технологий и оборудования для улучшения полива был удостоен почетного ордена Министерства сельского хозяйства Республики Азербайджан.

## Научные статьи
- Б. Г. Алиев. Основные направления совершенствования техники и технологии дождевания на поливе овощных культур для условий Черноморского побережья Кавказа, Краснодарского края / В ЦБНТИ Минводхоза СССР, 1985, 1-302, сер. 1.
- Б. Г. Алиев. Импульсное дождевание в условиях Краснодарского края / Мелиорация и урожай, № 4. — М. 1986
- Б. Г. Алиев. Импульсное дождевание в совхозе „Дагмыс“» / Мелиорация и водное хозяйство, № 1. — М, 1987 / Брюквин В., Ян. Г.Я., Носенко В. Н.
- Б. Г. Алиев. Прогрессивные методы полива гарант высоких урожаев / С/х «Вестник» МСВПС № 2, 1993 / Алиев Д. И., Нуриев Ч. Г.
- Б. Г. Алиев. Метод определения коэффициента использования атмосферных осадков в условиях субтропиков / С/х «Вестник» МСВПС № 1, 1993 / Алиев Д. И., Нуриев Ч. Г.
- Б. Г. Алиев. Система импульсно-капельного орошения для фермерских и индивидуальных хозяйств Азербайджана / Труды ИПЦ Эрозии и орошения. — Баку, Изд-во «Агрыдаг», 1998
- Б. Г. Алиев. Вопросы районирования территории республики по выбору поливной техники в Азербайджане / Труды ИПЦ Эрозии и орошение. — Баку, Изд-во «Агрыдаг», 1998 / Заманова А.
- Б. Г. Алиев. Обоснование рациональной технологии малоинтенсивного орошения в условиях Азербайджана / Труды ИПЦ Эрозии и орошения. — Баку, Изд-во «Агрыдаг», 1998
- Б. Г. Алиев. Технология малоинтенсивного орошения в Азербайджане /Аграрная наука Азербайджана, № 9, 1998
- Б. Г. Алиев. Наука — вечная дорога поисков / Труды ИПЦ Эрозии и орошения. — Баку, 1998
- Б. Г. Алиев. Система импульсно-капельного орошения для фермерских и индивидуальных хозяйств Азербайджана / Труды НПЦ Эрозии и орошения. — Баку, Изд-во «Агрыдаг», 1998
- Б. Г. Алиев. Обоснование рациональной технологии малоинтенсивного орошения в условиях Азербайджана / Труды НПЦ Эрозии и орошения. — Баку, Изд-во «Агрыдаг», 1998
- Б. Г. Алиев. Состояние и перспективы мелиорации при переходе к рыночным отношениям в Азербайджане / Аграрная наука Азербайджана, № 3-4, 1999 / Багиров Ш. Н.
- Б. Г. Алиев. Агроэкологическая оценка эффективности применения малоинтенсивного орошения в условиях Азербайджана / Аграрная наука Азербайджана № 5-6, 1999 / Багиров Ш. Н.
- Б. Г. Алиев. Перспективы развития капельного орошения в условиях Азербайджана / Труды НИИ Эрозии и орошения. — Баку, Изд-во «Нурлан», 2000 / Остапов И. С.
- Б. Г. Алиев. Значение импульсно-капельного орошения для фермерских хозяйств / Труды НИИ Эрозии и орошения. — Баку, Изд-во «Нурлан», 2000 / Велиев Н. И.
- Б. Г. Алиев. Фитомелиорация эродированных почв района Хызы / Труды НИИ Эрозии и орошения. — Баку, Изд-во «Нурлан», 2000/ Ибрагимов А. А.
- Б. Г. Алиев. Оптимизация орошения / Аграрная наука Азербайджана, № 1-2, 2000
- Б. Г. Алиев. Научные исследования по эрозии почв и борьба с нею в Азербайджанской Республике за 50 лет / Труды НИИ Эрозии и орошения. — Баку, Изд-во «Нурлан», 2000 / Шакури Б. Г.
- Б. Г. Алиев. Горное земледелие Азербайджанской Республики / Труды НИИ Эрозии и орошения. — Баку, Изд-во «Нурлан», 2000 / Остапов И. С.
- Б. Г. Алиев. Деградация почв Азербайджанской Республики / Труды НИИ Эрозии и орошения. — Баку, Изд-во «Нурлан», 2000 г. / Ибрагимов А. А., Гасымов С. Г., Зохрабов И. В.
- Б. Г. Алиев. Фитомелиорация эродированных земель в Хызынском районе Азербайджана / Аграрная наука Азербайджана, № 1-2. — Баку, 2000 / Бабаева К. М.
- Б. Г. Алиев. Принципы работы импульсно-капельного орошения / Аграрная наука Азербайджана, № 1-2, 2001 / Велиев Г. И., Багирова Ш.С
- Б. Г. Алиев. Экологически безопасная технология малоинтенсивного орошения / Аграрная наука Азербайджана, № 3-4, 2001 / Заманов А. П.
- Б. Г. Алиев. Разработка основных направлений развития техники орошения / Аграрная наука Азербайджана, № 3-4. — Баку 2001
- Б. Г. Алиев. Экологически безопасная технология микроорошения / Агрнарная наука Азербайджана, № 1-6, 2002 / Алиев И. Н.
- Б. Г. Алиев. Проблема дефицита вода в республике и пути ее решения / Аграрная наука Азербайджана, № 1-6, 2002 / Остопев И. С.
- Б. Г. Алиев. Оптимизация орошения / Аграрная наука Азербайджана, № 1-6, 2002
- Б. Г. Алиев. Факторы, сопутствующие процессу опустынивания / Аграрная наука Азербайджана, № 1-3, 2003/ Бабаева К. М.
- Б. Г. Алиев. Уточненная методика расчета водопотребления растений при использовании импульсного дождевального аппарата автоколебательного действия / Аграрная наука Азербайджана, № 4-6, 2003 / Алиев З. Г.
- Б. Г. Алиев. Динамика изменения и характер распределения гумуса в почвах Апшерона в отдельные периоды исследования / Азербайджанская аграрная наука, № 4-6, 2003 / Мамедов В. А.
- Б. Г. Алиев. Техника и технология микродождевания сахарной свеклы в условиях Тертерского района Карабахской зоны Азербайджана / Аграрная наука Азербайджана, № 1-3. — Баку, 2004 / Сафарли С. А.
- Б. Г. Алиев. Экономическая эффективность микродождевания и оценка его внедрения» / Аграрная наука Азербайджан, № 1-3. — Баку, 2004
- Б. Г. Алиев. Экономическая оценка путем оптимизации орошения с применением импульсного дождевания автоколебательного действия / Аграрная наука Азербайджана, № 1-3.— Баку, 2004/ Алиев З. Г.
- Б. Г. Алиев. Реформа в аграрном секторе Азербайджанской Республики / Труды НИИ Эрозии и орошения. — Баку, Изд-во «Нурлан», 2004
- Б. Г. Алиев. Государственная программа и пути решения проблем защиты почв от эрозии / Аграрная наука Азербайджана. — Баку, № 1-2, 2005 / Ибрагимов А. А., Нуруллаев С. С.
- Б. Г. Алиев. Причины засоления почв и пути их устранения / Труды НИИ Эрозии и орошения. — Баку, 2006
- Б. Г. Алиев. Математическое моделирование ветровой эрозии на Апшеронском полуострове Азербайджана при оценке процесса опустынивания / Труды НИИ Эрозии и орошения. — Баку, 2006/ Бабаева К. М.
- Б. Г. Алиев. Математическое моделирование растительного покрова Апшеронского полуострова при решении проблемы опустынивания / Труды НИИ Эрозии и орошения. — Баку, 2006 / Бабаева К. М.
- Б. Г. Алиев. Порядок расчета эффективности внедрения систем микроорошения в сельском хозяйстве / Труды НИИ Эрозии и орошения. — Баку, 2006 / Алиев З. Г., Агаев Н. А.
- Б. Г. Алиев. Экологическая оценка технологий орошения с различной интенсивностью водоподачи / Su təsərrüfatı və Ekologiya Jurnalı, № 4, 2008
- Б. Г. Алиев. Выбор оптимальных параметров комплекта синхронно-импульсного дождевания в условиях субтропиков Краснодарского края / Научное обеспечение повышения эффективности использования мелиоративных земель. Тезисные документы Всесоюзного совещания. — М., 1987
- Б. Г. Алиев. Технико-экономическое и экологическое обоснование применимости синхронно-импульсного дождевания для условий Черноморского побережья Кавказа / Сборник научных трудов. «Технология поливе в составе комплексной технологии возделывания с/х культур». — Коломна, 1990
- Б. Г. Алиев. Ресурсосберегающая и энергоэффективная технология и техника в орошаемом земледелии / Труды ФГНУ ВНИИ «Радуга», 2003, Сборник научных докладов международной конференции.

1. Б. Г. Алиев. Основные направления совершенствования техники и технологии дождевания на поливе овощных культур для условий Черноморского побережья Кавказа, Краснодарского края / В ЦБНТИ Минводхоза СССР, 1985, 1-302, сер. 1.

- Б. Г. Алиев. Выбрать рациональный способ и разработать технологию орошения фейхоа в условиях Адлерского чай-совхоза / Отчет о НИР ВНПО «Радуга» Минводхоза СССР, 1986 / Гониади С. С., Бошун Д. А.
- Б. Г. Алиев. Экономическая эффективность орошения капусты в импульсном режиме в условиях влажных субтропиков побережья Кавказа / ВЦБНТИ Минводхоза СССР, 1987, № 354, сер. 1.
- Б. Г. Алиев. Обработка параметров технологии полива СИД чая в условиях влажных субтропиков Ленкоранской зоны совхоза „Бабек“ АР / Отчет о НИР ВПО «Радуга» Госконц. «Водострой», 1990 / Байрамов С. И., Искендеров В. Д., Искендеров К. П.
- Б. Г. Алиев. Обработка технологией полива синхронно-импульсного дождевания в условиях Шемкирского района АР / Отчет о НИР ВПО «Радуга» Госконц. «Водострой», 1991 / Нуриев Ч. Г. Байрамов Г. В. Мамедов А. К.
- Б. Г. Алиев. Решение проблемы процесса опустынивания п. Маштаги путем моделирования растительного покрова / Аграрная наука Азербайджана, № 4-5 , 2008 / Алиев З. Г., Бабаева К. М.
- Б. Г. Алиев. Экологическая целесообразность интенсивности водоподачи различных технологий орошения / Аграрная наука Азербайджана, № 3 , 2008 / Алиев З. Г.
- Б. Г. Алиев. Выбор оптимальных параметров системы импульсного дождевания автоколебательного действия / Аграрная наука Азербайджана, № 4-5 , 2008 / Алиев З. Г.
- Б. Г. Алиев. К решению проблемы оперативной оптимизации режима орошения с/х культур в условиях горного земледелия Азербайджана / Сборник научных докладов 2-й международной конференции молодых ученых и специалистов / Алиев З. Г.
- Б. Г. Алиев. Разработка модели карбонатизации пос. Аляты Апшерона Азербайджана при опустынивании / Аграрная наука Азербайджана, № 3-4 , 2009 / Бабаева К. М.
- Б. Г. Алиев. Математическая модель температуры почвы пос. Маштаги в зависимости от процесса опустынивания / Аграрная наука Азербайджана, № 1 , 2008 / Бабаева К. М.
- Б. Г. Алиев. Математическое моделирование дефляции почвы Апшеронского полуострова как фактора опустынивания / Аграрная наука Азербайджана, № 4-5 , 2007 / Бабаева К. М.

1. Б. Г. Алиев. Разработка модели процесса опустынивания Апшеронского п-ва АР / Аграрная наука Азербайджана, № 1-3 , 2007 / Бабаева К. М.

- Б. Г. Алиев. Математическое моделирование эрозии почвы Апшерона при решении проблемы опустынивания / Аграрная наука Азербайджана, № 3-4 , 2006 / Бабаева К. М.
- Б. Г. Алиев. Агробиологическая оценка технологий орошения с различной интенсивностью водоподачи / Аграрная наука Азербайджана, № 2 , 2008 / Сафарли С. А., Носенко В. Ф.
- Б. Г. Алиев. Разработка математической модели температуры воздуха пос. Аляты Апшеронского п-ва при решении вопроса опустынивания / Труды НИИ Эрозии и орошения, № 2, Изд-во Тарагги, 2007, Бабаева К. М.
- Б. Г. Алиев. Разработка модели дефляции поселка Маштаги Апшеронского п-ва при решении проблемы опустынивания / Труды НИИ Эрозии и орошения, № 1, Изд-во Тарагги, 2008, Бабаева К. М.
- Б. Г. Алиев. К вопросу экономической целесообразности интенсивности водоподачи различных технологий орошения / Труды НИИ Эрозии и орошения, № 2, Изд-во Тарагги, 2008, Алиев З. Г.
- Проблема опустынивания в Азербайджане и пути ее решения /Б. Г. Алиев; отв. ред. Б. Г. Шакури; ред. С. Микаилкызы[6]
- Вопросы капельного орошения в Азербайджане /Б. Г. Алиев ; М-во сельского хозяйства Азерб. Респ., Научно — производственное объединение «Импульс»[7]
- Техника орошения в Азербайджане /Б. Г. Алиев ; М-во сельского хозяйства Азерб. Респ., Научно-производственное объединение «Импульс»[8]
- История мелиоративной науки в Азербайджане, перспективы ее развития и методология: учебное пособие для студентов ВУЗов, магистров обучающиеся по специальности ТМ 200.400- «Страительство инженерно-мелиоративных систем» /Б. Г. Алиев; науч. ред. Ш. Н. Багиров; ред. С. Микаилкызы; рец. Ф. Гулиев.[9]
- Проблемы эрозии в Азербайджане и пути ее решения: [монография] /Б. Г. Алиев, И. Н. Алиев; отв. ред. Б. К. Шакури; ред. С. Микаилкызы ; М-во сельского хозяйства Азерб.[10]
- Техника и технология малоинтенсивного орошения в условиях горного региона Азербайджана /Б. Г. Алиев, И. Н. Алиев; отв. ред. А. А. Ибрагимов; ред. С. Микаилкызы; Мин-во сельского хозяйства Азерб.[11]
- Техника и технология капельного орошения в Азербайджане /Б. Г. Алиев, И. Н. Алиев; науч. ред. Х. Ф. Джафаров; ред. С. Микаилкызы ; М-во сельского хозяйства Азерб., Центр аграрной науки[12]
- Перспективы развития сельского хозяйства Азербайджана в условиях глобального потепления: [монография] /Б. Г. Алиев, С. А. Сафарли; науч. ред. Г. К. Асланов; ред. С. Микаилгызы[13]
- Районирование территории Азербайджанской республики по выбору прогрессивной техники полива: [монография] /Б. Г. Алиев, И. Н. Алиев, З. Г. Алиев; науч. ред. Н. А. Агаев; ред. С. Микайылгызы ; М-во сельского хозяйства Азерб., Центр аграрной науки[14]

## Основные области научной деятельности
Мелиорация почв, проблемы внедрения и применения новых передовых технологий полива культурных растений в Азербайджане, создание и модернизация технических комплексов полива в Азербайджане, проблемы развития сельского хозяйства и мелиорации в условиях конфликта по воде и нарушения экологического баланса вокруг.